# H.E.R.
Gabriella Sarmiento Wilson művésznevén H.E.R. (ejtsd: „her”, ami a „Having Everything Revealed” rövidítése) (Vallejo, 1997. június 27. –) Oscar- és ötszörös Grammy-díjas amerikai R&B énekesnő, dalszerző. Karrierje során Golden Globe-díjra, három American Music Awardsra és négy Billboard Music Awards-ra is jelölték.

## Pályafutása
Gabriella Wilson már gyerekként kezdett szerepelni. Tízévesen fellépett a New York-i Apollo Theater-ben, és televízióban is szerepelt: Alicia Keys feldolgozásokat adtott  elő. 14 évesen leszerződtette az RCA Records. 2014-ben kiadta a „Something to Prove” című kislemezét, a következő évben pedig a a rapper, Drake „Jungle” című dalának feldolgozását.
2016-ban kiadta a "H.E.R., Volume 1" című EP-t. Kezdetben megpróbálta titokban tartani a kilétét, de a „Jungle” felkerült az EP-re, és ez vezetett a kiléte felfedezéséhez. Az EP fennmaradó hat dalának szerzői jogai is az ővéi. Alicia Keys és Bryson Tillera  közösségi médiában népszerűsítették az EP-t, segítve azt felkerülni az R&B listákra. A H.E.R., Volume 2. 2017. júniusában jelent meg, és szintén felkerült a hivatalos albumlistákra.
Debütáló albuma néhány új dalt is tartalmazott; nagyrészt két EP-jének dalaiból állt. A hivatalos listákon a 23. helyen volt, és több mint félmillió példányban kelt el (aranylemez). Két dal, a „Focus” és a „Best Part” – Daniel Caesarral közösen – bekerült a kislemezlisták top 100-ába. Ezek a dalok platinalemez minősítést kaptak. 
H.E.R.-t ötször jelölték Grammy-díjra, köztük az Év Új Előadója díjra, és két díjat nyert R&B kategóriában.
2018 nyarán kiadta következő EP-jét, „I Used to Know Her: The Prelude” címmel. Elérte a slágerlisták 20. helyét, ismét túlszárnyalva korábbi pozícióit. Mentorával, Bryson Tillerrel közösen kiadott „Could've Been” című dal újabb sláger lett. Néhány hónappal később megjelent az „I Used to Know Her: Part 2” című album, majd 2019. nyarán a második albuma, az „I Used to Know Her”, amely az összes EP-dalt és öt további számot tartalmazott. Mindkét kiadvány a top 100-as albumlistára került.

A 2020-as Grammy-díjátadón H.E.R.-t ismét ötször jelölték. A Grammy-díjátadó alkalmából 2020. január 28-án a Los Angeles Convention Centerben Prince emlékkoncertet rendeztek, ahol H.E.R. előadta a „Let's Go Crazy” és a „The Beautiful Ones” című dalokat. A koncertet az amerikai televízió közvetítette 2020. április 21-én, Prince halálának negyedik évfordulóján.
2024. augusztus 11-én H.E.R. fellépett a 2024. évi nyári olimpiai játékok záróünnepségén.

## Stúdióalbumok
- Back of My Mind (2021)

## Lemezek
- H.E.R. (2017)
- I Used to Know Her (2019)

## EP-k
- H.E.R. Volume 1 (2016)
- H.E.R. Volume 2 (2017)
- H.E.R. Volume 2, The B Sides (2017)
- I Used to Know Her: The Prelude (2018)
- I Used to Know Her: Part 2 (2018)

## Filmek
- 2017: Erma (rövidfilm)
- 2021: Yes Day (önmaga − film-debut)
- 2023: The Color Purple (Mary „Squeak” Agnes)

## Fordítás
- Ez a szócikk részben vagy egészben  a   H.E.R. című német Wikipédia-szócikk ezen változatának fordításán alapul.  Az eredeti cikk szerkesztőit annak laptörténete sorolja fel. Ez a jelzés csupán a megfogalmazás eredetét és a szerzői jogokat jelzi, nem szolgál a cikkben szereplő információk forrásmegjelöléseként.